# Доу, Унити
Унити Доу, урожд. Унити Дисваи (англ. Unity Dow, * 23 апреля 1959 г. Мочуди) — политический деятель Ботсваны, министр иностранных дел (с 2018 года), писательница. Член правящей до 2024 года Демократической партии Ботсваны.

## Биография
Родилась в сельской местности, в семье Мозеса Фири Дисваи (Moses Phiri Diswai). Мать, Элен Дисваи, была швеёй. Высшее образование получила в Университете Ботсваны и Свазиленда (UBS), с 1983 года — бакалавр права. Два года также занималась в Эдинбургском университете. В 1986 году открывает первый в Ботсване юридический отдел, в котором были заняты только женщины, проработавший до 1988 года. До 1991 года возглавляет адвокатскую фирму Dow, Lesetedi and Company. В 1991 была одной из организаторов начальной школы «Баобаб» (Baobab Primary School) в Габороне. Была одной из сооснователей организации AIDS Action Trust,боровшейся с распространением СПИДа в Ботсване.
В 1991—1995 годах активно участвовала в решении юридического вопроса, касавшегося гражданства детей, родившихся в смешанных семьях, в которых родители имели различное гражданство. Согласно прежнему закону, гражданство Ботсваны имели лишь дети, рождённые от отца-ботсванца. Унити Доу, будучи супругой американца Питера Натана Доу, добилась его изменения так, что и дети матери-ботсванки получали её гражданство. В 1997 году Унити Долу становится первой женщиной, избранной судьёй Верховного суда Ботсваны. Эту должность занимала до 2009 года. В том же 2009 году она — профессор-преподаватель в зимний семестр в Колумбийском университете в Нью-Йорке. В 2004 году Унити Доу становится членом Международной комиссии юристов, в 2006 она избирается членом её Исполнительного комитета, в 2011—2012 она — председатель Исполнительной комиссии этой организации.
С 2013 года Унити Доу начинает активно заниматься политической деятельностью. В 2014 году по представлению президента Ботсваны Иана Кхамы она становится членом Национального собрания (парламента) Ботсваны. Назначалась помощником министра образования, а затем министром образования Ботсваны. С 2018 года — министр инфраструктуры и жилищного развития, с июня 2018 года — министр иностранных дел. С 2019 года — депутат парламента, оставаясь при этом министром иностранных дел.
Унити Доу — почётный доктор ряда университетов США и Эдинбургского университета. С 2010 года — кавалер ордена Почётного легиона.

## Литературная деятельность
Унити Доу — автор пяти романов-бестселлеров, написанных на английском языке, в которых рассматриваются проблемы, возникающие при столкновении западной культуры и традиционной африканской. В её произведениях одной из центральных тем является положение женщины в африканском обществе, а также борьба с распространениям опасных болезней, а первую очередь СПИДа.

### Романы
- Far and Beyon’., Longman Botswana, 2000.
- The Screaming of the Innocent. Spinifex 2002. (deutsch: Die Beichte. Goldmann 2003)
- Juggling Truths. Spinifex, 2003.
- The Heavens May Fall. Double Storey, 2006.
- Saturday is for Funerals. Harvard Press, 2010.

## Дополнения
- статья на africansuccess.org (на английском языке)